# 中村勘三郎

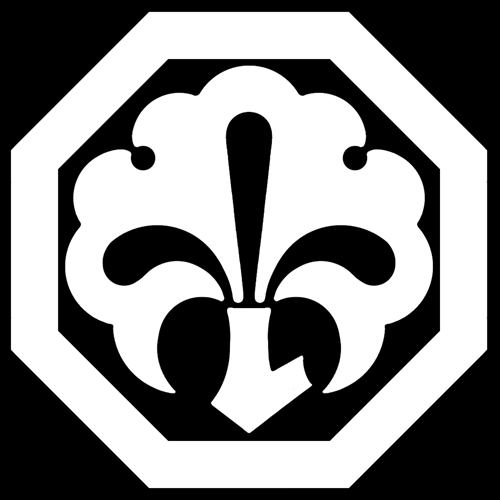
角切銀杏

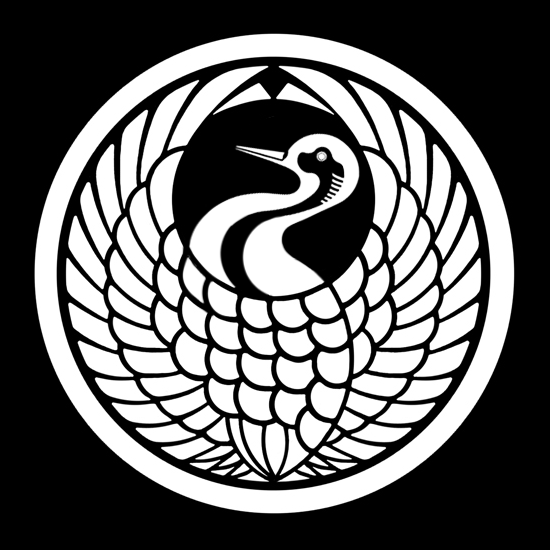
丸に舞鶴

中村 勘三郎（なかむら かんざぶろう）は、歌舞伎役者の名跡。屋号は、初代以降が柏屋、十四代目以降が舞鶴屋、十七代目以降が中村屋。定紋は、初め丸に舞鶴（まるに まいづる）だったが、のちに角切銀杏（すみきり いちょう）に代わった（詳細は「鶴姫」項の「鶴字法度」節を参照）。今日ではその丸に舞鶴が替紋として復活している。

## 解説
当初「中村勘三郎」は江戸三座の一つ・中村座の座元（座を主宰し芝居小屋を経営する者）の名跡だったが、後代になると座元が役者に転じたり、逆に役者が座元を兼ねたりすることが多くなる。明治8年に時の座元である十三代目中村勘三郎が負債に耐えかねて引退し中村座は人手に渡り、実質的に中村家の座元は消滅し劇場も明治26年に焼失して以降は再建されず廃座となり、明治30年に引退していた十三代目が死去した事で「中村勘三郎」は実際に名乗る者がいない「預かり名跡」となった。十三代目の実子である中村明石が昭和15年に死去しその娘である中村勝子と松竹が交渉の末にこれを昭和25年になって復活させたのが十七代目中村勘三郎である。
大雲寺には中村勘三郎累代墓が残る。

## 中村勘三郎代々
初代 中村勘三郎
山城の武士中村勘兵衛の次男、1597–1658。異説もある。現在の名古屋出身。
猿若勘三郎→初代中村勘三郎
二代目 中村勘三郎
初代の二男、1647–1674。
中村勘二郎→初代中村明石→中村明石勘三郎→二代目中村勘三郎
三代目 中村勘三郎
初代の三男、1649–1678。
中村長三郎→三代目中村勘三郎
四代目 中村勘三郎
三代目の養子、1662–1713。
中村七之助→二代目中村明石→初代中村勘太郎→四代目中村勘三郎→初代中村傳九郎（隠居名）
五代目 中村勘三郎
三代目の子で四代目の養子、1666–1701。
竹松→五代目中村勘三郎→中村傳九郎
六代目 中村勘三郎
初代中村勘九郎の次男、または四代目中村勘三郎の弟、のち五代目中村勘三郎の養子、1688–1758。
中村又三郎→六代目中村勘三郎→二代目中村勘九郎（隠居名）→中村傳九郎（隠居名）
七代目 中村勘三郎
六代目の長男、1717–1775。
三代目中村明石→七代目中村勘三郎
八代目 中村勘三郎
六代目の次男、1719–1777。
中村勝十郎→二代目中村傳九郎→八代目中村勘三郎
九代目 中村勘三郎
八代目の養子、1765–1785。
初代中村七之助→三代目中村七三郎→九代目中村勘三郎
十代目 中村勘三郎
八代目の次女の婿、生年不詳–1810。
熊吉→十代目中村勘三郎
十一代目 中村勘三郎
八代目の娘婿、1766–1829。父は二代目市川八百藏。
二代目中村傳藏→三代目中村傳九郎→十一代目中村勘三郎
十二代目 中村勘三郎
十一代目の次男、1800–1851。
四代目中村明石→五代目中村傳九郎→十二代目中村勘三郎→三代目中村勘九郎（隠居名）
十三代目 中村勘三郎
十二代目の子、1828–1895。
三代目中村傳藏→十三代目中村勘三郎
預十四代目 中村勘三郎
十二代目の妹婿、1809–1886。母は振付け師の三代目志賀山せい。
初代中村鶴蔵→三代目中村仲蔵（預十四代目中村勘三郎）
預十五代目 中村勘三郎
十三代目の子、1873–1940。
五代目中村明石（預十五代目中村勘三郎）
預十六代目 中村勘三郎
預十五代目の娘、生没年不詳。
中村勝子（預十六代目中村勘三郎）
十七代目 中村勘三郎
三代目中村歌六の三男、1909–1988。
三代目中村米吉→四代目中村もしほ→十七代目中村勘三郎
十八代目 中村勘三郎
十七代目の長男、1955–2012。
五代目中村勘九郎→十八代目中村勘三郎